# Benderama
Benderama (укр. «Бендерама») — 17 епізод 6 сезону мультсеріалу «Футурама» .

## Зміст
Фансворт винайшов машину, яка може зробити з будь-якого об'єкта дві зменшені копії, що споживає будь-яку матерію для роботи. Він зробив її для того, щоб зменшити светр для його старого, худого тіла. Він послав Бендера покласти туди светр, але замість цього він став дублювати себе, щоб його роботу зробив інший Бендер. Бендер зробив стільки копій себе, що витратив усю матерію на Землі.